# خاتمة

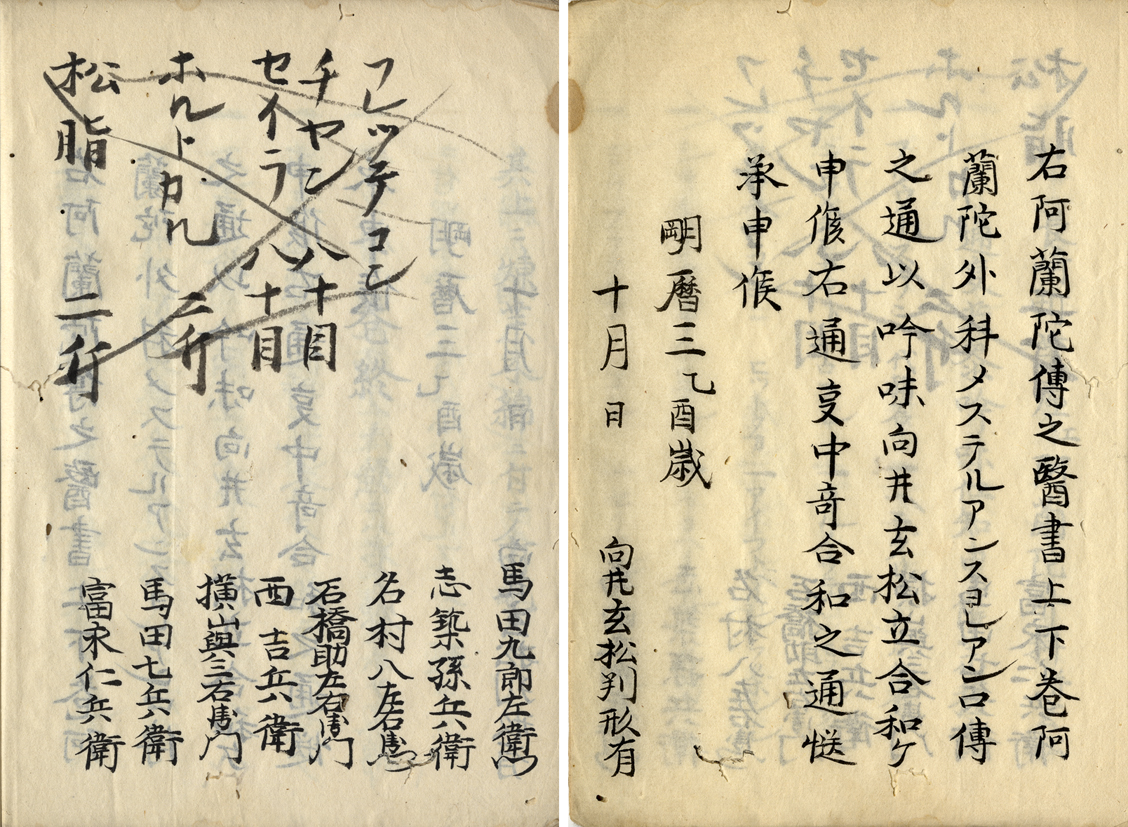

الخاتمة هي أداة أدبية التي تأتي غالباً في نهاية القطعة الأدبية.هي بشكل عام تغطي كيف قصة الكتاب كانت بالبداية، أو كيف تطورت أفكار الكتاب.
قد تكون الخاتمة كتبت بواسطة شخص آخر غير مؤلف الكتاب لتزويد تعليق ثري، مثل مناقشة السياق  التاريخي أو محتوى الثقافي (خصوصاً إذا اعيد نشر العمل بعد سنوات عديدة من إصداره)